# Тріаді Фаузі Сідік
Тріаді Фаузі Сідік (1 січня 1991) — індонезійський плавець.
Переможець Ігор Південно-Східної Азії 2013, 2017 років, призер 2011, 2015, 2019 років.